# Papaver lasiothrix
Papaver lasiothrix — вид рослин із родини макових (Papaveraceae), родом із пн.-зх. Ірану й сх. Туреччини.

## Поширення
Рослина родом із пн.-зх. Ірану й сх. Туреччини; інтродукована й натуралізована у Європі (у т. ч. Криму). Згідно з Plants of the World Online цей таксон є синонімом до Papaver bracteatum Lindl..